# Межзвёздные молекулы
Межзвёздные молекулы — молекулы, обнаруженные в межзвёздной среде.
Двухатомные молекулы (CH, CH+, CN) в межзвёздной среде были найдены оптическими методами в конце 30-х годов XX века по линиям поглощения в спектрах звёзд. Долгое время возможность существования в межзвёздной среде молекул с числом атомов более двух считалась маловероятной. Первая многоатомная молекула, молекула аммиака (NH3), в межзвёздной среде была открыта группой Ч. Таунса в 1968 году.
Первая органическая молекула, формальдегид (H2CO), была обнаружена в 1969 году. Подавляющее большинство молекул в межзвёздной среде было открыто методами радиоастрономии (вращательная и вращательно-колебательная спектроскопия). В настоящее время надёжно отождествлено около 100 видов межзвёздных молекул с учётом молекул различного изотопного состава, в том числе большое количество органических молекул, содержащих до 70 атомов. В настоящее время наиболее тяжёлой многоатомной молекулой является обнаруженная в межзвёздной среде в 2010 году молекула фуллерена, состоящая из 70 атомов.
Особенностью молекулярного состава наиболее плотных молекулярных облаков является преобладание в них органических соединений.
Обнаружены представители нескольких классов органических соединений — альдегидов, спиртов, простых и сложных эфиров, карбоновых кислот, амидов кислот.
Неожиданным было обнаружение в межзвёздной среде относительно сложных многоатомных молекул. Многие из этих соединений (HCN, CH2NH, CH3NH2 и др.) известны как активный исходный материал для образования важнейших предбиологических молекул — аминокислот и азотистых оснований. Это является важным аргументом в пользу универсальности путей химической эволюции во Вселенной.

## Межзвездные молекулы с 10 и более атомами
| Атомы | Формула   | Вещество               | Масса | Ионы |
| ----- | --------- | ---------------------- | ----- | ---- |
| 10    | (CH3)2CO  | Ацетон                 | 58    | —    |
| 10    | (CH2OH)2  | Этиленгликоль          | 62    | —    |
| 10    | CH3CH2CHO | Пропаналь              | 58    | —    |
| 10    | CH3C5N    | Метилцианид диацетилен | 89    | —    |
| 11    | HC8CN     | Цианотетраацетилен     | 123   | —    |
| 11    | C2H5OCHO  | Этилформиат            | 74    | —    |
| 11    | CH3COOCH3 | Метилацетат            | 74    | —    |
| 11    | CH3C6H    | Метилтриацетелен       | 88    | —    |
| 12    | C6H6      | Бензол                 | 78    | —    |
| 12    | C3H7CN    | Бутиронитрил           | 69    | —    |
| 13    | HC10CN    | Cyanodecapentayne      | 147   | —    |
| 13    | HC11N     | Цианопента ацетилен    | 159   | —    |
| 60    | C60       | C60-фуллерен           | 720   | C60+ |
| 70    | C70       | C70-фуллерен           | 840   | —    |